# František Gábor
František Gábor (* 24. dubna 1970 Liberec) je český politik, válečný veterán a ekolog, v letech 2000 až 2004 zastupitel Libereckého kraje (v roce 2004 několik měsíců také radní kraje), v letech 2015 až 2018 zastupitel města Liberce, bývalý člen US-DEU a TOP 09.

## Život
V letech 1984 až 1988 vystudoval obor chemická technologie se zaměřením na vojenskou chemii na Vojenské střední odborné školé v Žilině. Vysokoškolské vzdělání si doplnil až v letech 2005 až 2008 oborem využívání zdrojů stavebních nerostných surovin na Hornicko-geologické fakultě Vysoké školy báňské - Technické univerzitě Ostrava (získal titul Bc.).
V letech 1988 až 1990 byl náčelníkem služby pohonných hmot a maziv v Liberci. V letech 1990 až 1991 působil v protichemickém praporu nasazeném ve válce v Perském zálivu v oblasti Saúdské Arábie a Kuvajtu. Následně mezi lety 1993 až 2004 pracoval jako technický pracovník a náměstek ředitele (spolumajitel) liberecké společnosti MET.CHEM., která likviduje nebezpečný odpad. V letech 2007 až 2013 byl sekretářem Československé obce legionářské. Od roku 2008 je ředitelem a členem představenstva akciové společnosti Navazon, jež se věnuje projektovému managementu a s ním spojeným aktivitám.
František Gábor je od roku 1990 ženatý, má syna Lukáše. Žije v Liberci, konkrétně ve čtvrti Horní Růžodol.

## Politické působení
Do komunální politiky se pokoušel vstoupit ve volbách v roce 2002, když jako člen US-DEU kandidoval do Zastupitelstva města Liberce, ale neuspěl (skončil jako první náhradník). O vstup do městského zastupitelstva se opět pokusil ve volbách v roce 2014, tentokrát jako člen TOP 09. Stejně jako před 12 lety ale skončil jako první náhradník. V květnu 2015 však na mandát rezignoval jeho kolega Peter Hromádka, a tak se Gábor ke 14. květnu 2015 stal zastupitelem Liberce. Ve volbách v roce 2018 již nekandidoval.
V krajských volbách v roce 2000 byl jako člen DEU zvolen na kandidátce Čtyřkoalice (tj. KDU-ČSL, US, ODA a DEU) zastupitelem Libereckého kraje. V únoru 2004 byl zvolen radním kraje pro regionální rozvoj. Ve volbách v roce 2004 však mandát zastupitele kraje neobhájil (kandidoval za US-DEU) a skončil tak i jako radní. V krajských volbách v roce 2016 byl lídrem kandidátky TOP 09 v Libereckém kraji, ale neuspěl a zastupitelem se nestal.
Za US-DEU kandidoval také ve volbách do Poslanecké sněmovny PČR v roce 2002, a to v Libereckém kraji na kandidátce Koalice KDU-ČSL, US-DEU. Zvolen však nebyl. Podobně neúspěšně dopadl i jeho kandidatura jakožto člena US-DEU v rámci Unie liberálních demokratů (tj. US-DEU, ODA, CZ a LiRA) ve volbách do Evropského parlamentu v roce 2004. S kandidaturou do EP neuspěl ani o deset let později ve volbách v roce 2014, když se ucházel o zvolení jako člen TOP 09 na kandidátce Koalice TOP 09 a STAN.
Na 5. sněmu strany v listopadu 2017 byl zvolen členem předsednictva strany, získal 133 hlasů. Funkci zastával do listopadu 2019.